# (200083) 5037 T-3
(200083) 5037 T-3 es un asteroide perteneciente al cinturón de asteroides, descubierto el 16 de octubre de 1977 por Cornelis Johannes van Houten en conjunto a su esposa también astrónoma Ingrid van Houten-Groeneveld y el astrónomo Tom Gehrels desde el Observatorio del Monte Palomar, Estados Unidos.

## Designación y nombre
Designado provisionalmente como 5037 T-3.

## Características orbitales
5037 T-3 está situado a una distancia media del Sol de 2,978 ua, pudiendo alejarse hasta 3,586 ua y acercarse hasta 2,370 ua. Su excentricidad es 0,204 y la inclinación orbital 9,211 grados. Emplea 1877,22 días en completar una órbita alrededor del Sol.

## Características físicas
La magnitud absoluta de 5037 T-3 es 15,8. Tiene 4 km de diámetro y su albedo se estima en 0,049.